# Grove Dictionary of Music and Musicians
The Grove Dictionary of Music and Musicians (Diccionari Grove de la Música i els músics) és un diccionari enciclopèdic de música i músics, considerat per molts estudiosos com la millor font referencial en el seu tema en anglès. Juntament amb el Musik in Geschichte und Gegenwart, és l'obra referencial més àmplia de la música occidental. Inicialment realitzat amb la visió i l'estil de George Grove, va adquirir una nova talla amb Stanley Sadie i és la font referencial líder en anglès tant en informació enciclopèdica com bibliogràfica.

## Edicions

### Diccionari Grove
Va ser imprès per primera vegada el 1878 com  A Dictionary of Music and Musicians  en quatre volums editats per Sir George Grove amb un apèndix i un índex. La segona edició, en cinc volums, va ser editada per J. A. Fuller Maitland i publicada entre 1904 i 1910. La tercera edició, també en cinc volums, va ser editada per H. C. Colles i publicada el 1927. La quarta edició, també editada per Colles, va ser publicada en cinc volums més un suplement el 1940. La cinquena edició, en nou volums, va ser editada per Eric Blom i publicada el 1954. Un volum suplementari va aparèixer el 1961.

### The New Grove, 1a edició
Quan va aparèixer la següent edició el 1980, va ser sota el nou nom de  The New Grove Dictionary of Music and Musicians , i va ser àmpliament expandida a vint volums amb 22,500 articles i 16,500 biografies. Va ser editat per Stanley Sadie.
Va ser reimprès amb correccions menors cada any següent fins al 1995, excepte el 1982 i 1983. A mitjans dels anys 90, el joc complet costava al voltant de $ 2300. Una edició amb tapes de paper va ser reimpresa el 1995 que costava $ 500. En aquest punt, els editors van decidir concentrar-se en la 2a edició abans de seguir corregint els errors de l'edició original de 1980.
- ISBN 0-333-23111-2 - amb tapes dures
- ISBN 1-56159-174-2 - amb tapes de paper
- ISBN 0-333-73250-2 - edició especial britànica
- ISBN 1-56159-229-3 - edició especial americana

### The New Grove, 2a edició
La segona edició amb aquest títol (la setena en total) va ser publicada el 2001, en vint-i volums. També va estar disponible per subscripció a Internet en un servei anomenat Grove Music Online. Va ser novament editada per Stanley Sadie, i el productor executiu va ser John Tyrrell. Originalment havia de ser editada en CD-ROM, però es va abandonar aquest pla. Com Sadie escriu en el prefaci, "L'expansió més gran en la present edició ha estat el cobrir els compositors del segle xx".
Aquesta edició ha estat objecte d'algunes crítiques (per exemple en  Private Eye ) a causa del nombre d'errors tipogràfics i de fet que conté. S'ha informat que aquests es van deure en part als estudiants que van ser cridats a revisar-la, tot i que cap estudiant ha estat emprat formant part del personal editorial. Dos volums van ser rellançats en versions corregides després de la publicació, a causa d'errors de producció que van causar l'omissió de seccions de la llista de composicions de Igor Stravinski i la bibliografia de Richard Wagner.
- ISBN 0-333-60800-3 - Gran Bretanya
- ISBN 1-56159-239-0 - Amèrica (cloth: alk.paper)

### Grove Music Online
Des de la seva publicació, l'edició en línia del New Grove ha estat contínuament mantinguda sota la direcció editorial de Laura Macy. Actualitzacions regulars són fetes en el contingut de l'enciclopèdia, incloent un llarg nombre de revisions i addicions per als nous articles. A més dels 29 volums de la 2a edició del New Grove, Grove Music Online incorpora els 4 de l'New Grove Dictionary of Opera (ed. Stanley Sadie, 1992) i els 2 de l'New Grove Dictionary of Jazz, 2a edició (ed. Barry Kernfeld, 2002), abastant un total de més de 50.000 articles.

## Estatus
El New Grove generalment és la primera font que els musicòlegs fan servir quan comencen a investigar o buscar informació sobre la majoria de temes. El seu gran abast i les seves àmplies bibliografies el fan enormement valuós per a qualsevol estudiós amb coneixements d'anglès.
El diccionari era publicat per Macmillan Publishers però va ser venut el 2004 a Oxford University Press. El seu principal competidor és el prestigiós Musik in Geschichte und Gegenwart ("MGG"), que compta actualment amb deu volums sobre temes musicals i disset amb biografies de músics, publicat alemany.
Donat el seu estatus i amplitud, les còpies del New Grove són costoses; l'edició impresa costa més de 2000 dòlars, mentre que la subscripció anual a Grove Music Online és de 300. Tot i així, és un llibre de referència essencial en qualsevol biblioteca musical, i és comú trobar-ho en les fonoteques de qualsevol conservatori.
La sèrie de quatre volums, The New Grove Dictionary of Opera, és la referència principal en anglès sobre l'òpera.

## Contingut
L'edició de 2001 conté:
- 29.499 articles en total
  - 5.623 articles completament nous
- 20.374 biografies de compositors, intèrprets i escriptors de música
  - 96 articles sobre directors de teatre
- 1.465 articles sobre estils, termes i gèneres
  - 283 articles sobre conceptes
- 805 articles sobre regions, països i ciutats
  - 580 articles sobre música antiga i religiosa
  - 1.327 articles sobre música del món
  - 1.221 articles sobre música popular, música lleugera i jazz
- 2.261 articles sobre instruments i els seus fabricants, i pràctica d'execució
  - 89 articles sobre acústica
- 693 articles sobre impressió i publicació
  - 174 articles sobre notació
  - 131 articles sobre fonts